# Tim Blake
Tim Blake (* 6. února 1952 Londýn) je britský klávesista. V letech 1972–1974 a znovu 1994–1999 a 2004–2006 působil ve skupině Gong, se kterou nahrál alba Flying Teapot, Angel's Egg (obě 1973) a You (1974). V roce 1977 vydal své první sólové album Crystal Machine a v následujícím roce pak Blake's New Jerusalem. V roce 1979 se stal členem nové sestavy skupiny Hawkwind, ze které však brzy odešel. V roce 2000 se vrátil do Hawkwind, ale po dvou letech opět odešel; od prosince 2007 ve skupině působí dodnes.